# بوکویو
بوکویو (به لاتین: Bocoio) یک منطقهٔ مسکونی در آنگولا است که در استان بنگوئلا واقع شده‌است. بوکویو ۵٬۵۵۶ کیلومتر مربع مساحت و ۱۶۴٬۶۸۵ نفر جمعیت دارد.